# 997
Раннє Середньовіччя •  Епоха вікінгів •  Золота доба ісламу •  Реконкіста

## Геополітична ситуація
Візантію очолює Василій II Болгаробійця. Оттон III є імператором Священній Римській імперії.
Королем Західного Франкського королівства став, принаймні формально, Роберт II Побожний.
Апеннінський півострів розділений між численними державами: північ належить Священній Римській імперії, середню частину займає Папська область, на південь від Римської області лежать невеликі незалежні герцогства, деякі області на півночі та на півдні належать Візантії, інші окупували сарацини. Південь Піренейського півострова займає Кордовський халіфат на чолі з Хішамом II. Північну частину півострова займають королівство Астурія і королівство Галісія та королівство Леон, де править Бермудо II.
Королівство Англія очолює Етельред Нерозумний.
У Київській Русі триває правління Володимира. У Польщі править Болеслав I Хоробрий. Перше Болгарське царство частково захоплене Візантією, в іншій частині править цар Самуїл. У Хорватії почалося правління Светослава Суроньї. Великим князем мадярів став Стефан I.
Аббасидський халіфат очолює аль-Кадір, в Єгипті владу утримують Фатіміди, в Середній Азії — Саманіди, починається становлення держави Газневідів. У Китаї продовжується правління династії Сун. Значними державами Індії є Пала, Пратіхара, Чола. В Японії триває період Хей'ан.

## Події

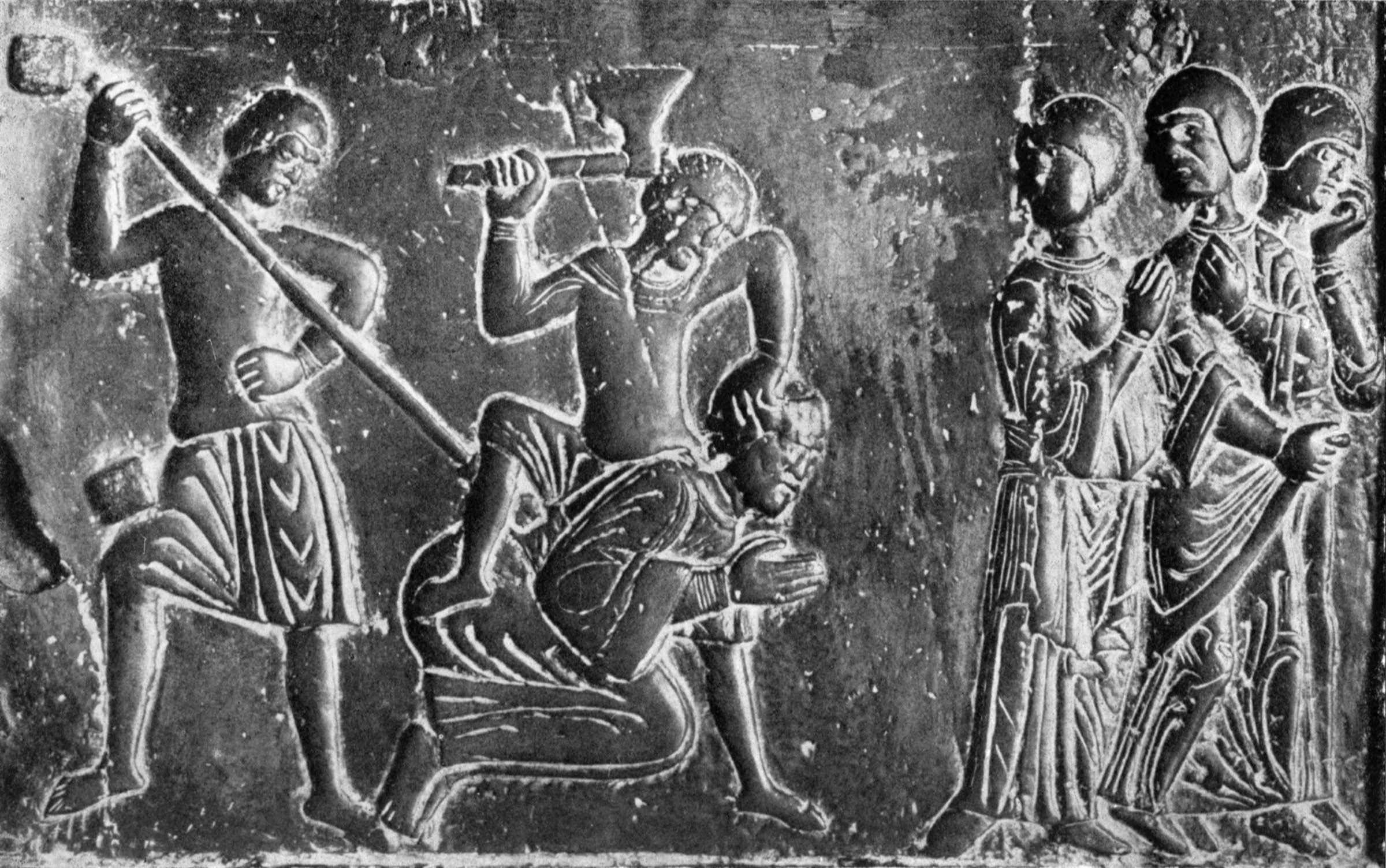
Вбивство святого Войцеха

- Римляни на чолі з Джованні Крешченці, впливовою фігурою в місті, змістили папу Григорія V й при підтримці Візантії проголосили папою Івана XVI. Це змусило імператора Священної Римської імперії Оттона III розпочати похід в Італію.
- Папа Григорій V офіційно коронував Самуїла царем Болгарії.
- Королем Хорватії став Светослав Суронья. Почалася війна за престол між Светославом та його братами Крешиміром і Гойславом.
- Великим князем мадярів став Стефан I.
- Адальберт Празький (святий Войцех) загинув, виконуючи місію з христианізації пруссів.
- Фактичний правитель Кордовського халіфату Аль-Мансур здійснив похід у Галісію[1].
- Китайським імператором став Чжень-цзун з династії Сун.